# Limónov (pel·lícula)
Limónov (títol original en anglès, Limonov: The Ballad) és una pel·lícula biogràfica de 2024 dirigida per Kiril Serébrennikov. Es basa en el llibre Limonov d'Emmanuel Carrère de 2011, una biografia novel·lada de l'escriptor i polític dissident rus Eduard Limónov, que va fundar el Partit Nacional Bolxevic. S'ha subtitulat al català.
La pel·lícula va ser seleccionada per competir per la Palma d'Or al 77è Festival de Canes, on es va estrenar el 19 de maig de 2024. Vision Distribution va estrenar la pel·lícula a Itàlia el 5 de setembre de 2024.